# La habitación del pánico
La habitación del pánico (título original: Panic Room) es una película estadounidense de suspenso de 2002, dirigida por David Fincher. La cinta está protagonizada por Jodie Foster, quien interpreta a una madre que se muda junto a su hija (Kristen Stewart) a una nueva casa en Manhattan, donde serán asaltadas por tres ladrones en mitad de la noche.
En esta película, Fincher no duda en exponer al espectador todas las piezas que conforman la historia, rehusando jugar con el recurrente efecto sorpresa usado en sus filmes anteriores, siendo en ese sentido la película más clara y evidente tanto narrativa como argumentalmente del director. El discurso moral de la película está poco subrayado para dejar paso a la acción, aunque en la película se muestran con realismo los miedos y tormentos de los seres humanos cuando se ven arrastrados a vivir y a luchar en circunstancias amenazantes.

## Argumento
La recién divorciada Meg Altman (Jodie Foster) y su hija Sarah (Kristen Stewart) visitan y compran una nueva casa en Manhattan, pero la noche después de la mudanza forman parte de un juego mortal con tres intrusos que invaden brutalmente su hogar: Brunham (Forest Whitaker), Raul (Dwight Yoakam) y Junior (Jared Leto). Meg los ve a través de las cámaras de vídeo y se esconde con su hija en "la habitación del pánico" de su lujosa casa en Nueva York, una cámara oculta construida como refugio en caso de robo por el anterior dueño, pero la propia habitación será el centro de atención ya que los ladrones buscan unos bonos bancarios con valor de 22 millones de dólares estadounidenses que están escondidos en dicha habitación, a continuación, ocurre una lucha de los intrusos por entrar a la habitación y de Meg por refugiarse de estos.

## Reparto
- Jodie Foster como Meg Altman.
- Kristen Stewart como Sarah.
- Forest Whitaker como Burnham.
- Dwight Yoakam como Raoul.
- Jared Leto como Junior.
- Patrick Bauchau como Stephen Altman.

## Producción
Originalmente, el papel de Meg Altman debía ser interpretado por Nicole Kidman, pero ésta tuvo que rechazarlo por un problema en la rodilla. Jodie Foster sólo tuvo nueve semanas para preparar el papel. Foster estaba embarazada de su segundo hijo mientras duró el rodaje y algunas de las escenas fueron rodadas tras el parto.
La idea de la película surgió de un artículo de The New York Times sobre habitaciones seguras y sobre la historia de un escritor que quedó atrapado en un ascensor.